# Carmen Romo Sepúlveda
Carmen Romo Sepúlveda (Santiago, 31 de marzo de 1939) es una profesora y política chilena, miembro del Partido Demócrata Cristiano. Fue alcaldesa de la comuna de Quilicura, durante cuatro períodos (1992-2008) y Consejera Regional de Santiago, representando a Quilicura, Renca, Pudahuel, Conchalí y Huechuraba, desde 2014 hasta 2018.

## Biografía
Casada con Jaime Silber Merener. Tiene tres hijos: Margarita Indo, Gabriel Silber y Gabriela Indo.

## Carrera política
Durante su gestión en el municipio, Quilicura estuvo bajo uno de los más explosivos crecimientos habitacionales e industriales en Quilicura, lo que hace que hoy Quilicura esté dentro de las diez comunas más ricas de Chile. Durante su gestión, se crearon espacios públicos como Áreas verdes, Centro Cultural, Gimnasio Municipal y Estadio Municipal.
Compitió en las primeras elecciones directas de consejeros regionales de 2013, resultando electa en representación de la circunscripción provincial de Santiago I Noroccidente, que comprende las comunas Conchalí, Huechuraba, Pudahuel, Quilicura y Renca, para el periodo 2014-2018.

## Controversias
Carmen Romo Sepúlveda, sufrió serias acusaciones por parte del Consejo de Defensa del Estado (CDE) que daban cuenta de varias irregularidades que la mencionada no ha pudo justificar ante el tribunal que instruyó la causa.
En los comicios municipales del año 2000, la entonces concejal de Quilicura, Miriam Bazáez (PPD), presentó una querella criminal en contra de Romo, imputándole una serie de anomalías en que esta habría incurrido durante su gestión, la cual se extiende desde el año 1992 a la fecha. Luego de las elecciones en las que la alcaldesa resultó triunfadora, Bazáez se desistió de la acción judicial, pero antes de que se cerrara definitivamente el proceso judicial, el CDE solicitó su reapertura y resolvió asumir la parte querellante, debido a que estaban en juego presuntos delitos de acción penal pública.
Si bien, la investigación judicial encargada a la magistrado del 16º Juzgado del Crimen de Santiago, Rosa María Pinto, ha demostrado lentos avances, el órgano fiscalizador presentó un suculento documento solicitando que a Romo se le someta a proceso por los delitos de negociación incompatible, nombramientos ilegales y fraude al Fisco. Asimismo, se acaba de presentar una nueva denuncia en Contraloría contra la edil a raíz de la adjudicación a la empresa KDM para recoger los residuos domiciliarios e industriales de la comuna, mientras que la misma empresa habría costeado a Romo un viaje a Europa, junto a un grupo de particulares.
El escrito afirma que el delito de negociación incompatible cometido por la alcaldesa se encuentra acreditado dado que todas las licitaciones de obras municipales, desde el año 1997 a la fecha, le han sido adjudicadas a empresas en las que se desempeñó Jorge Guerra Díaz, un exfuncionario de la FACH que figura como copropietario de un departamento, cuya otra dueña no es nada más que la misma Carmen Romo.
Guerra figura como socio de Orolonco Ltda., la cual se adjudicó las licitaciones de obras desde el mencionado año, hasta el 2000. En tanto, la empresa Mundana Tirapegui fue la ganadora de las restantes -hasta la fecha-, entidad en la que el copropietario de la alcaldesa se hacía cargo de la administración y las finanzas. Solo esta última compañía fue elegida para llevar a cabo a lo menos 20 faenas, recibiendo cerca de 200 millones de pesos por ello. "Romo tomó interés a través de Guerra y de Mundana, esto es, a través de persona interpuesta, lo que denominamos "palo blanco" o "testaferro"", consigna el documento al que tuvo acceso El Periodista.
Cabe precisar que la cifra de 200 millones de pesos es solo estimativa, ya que se desconoce el monto real a que ascendería dicha suma. Al respecto, el CDE enumera cinco licitaciones en que la mencionada empresa se adjudicó obras por 100 millones de pesos cada una, en promedio.
Asimismo, el ente fiscalizador cuestiona el origen de los recursos con que la edil pudo adquirir a lo menos cuatro inmuebles del barrio alto, durante su gestión como alcalde, ya que antes de esa función se desempeñó como profesora. Según consta en el expediente, Romo afirma que estas propiedades -que ascienden a un patrimonio de cerca de 140 millones de pesos-, los compró con los ingresos de su marido, Jaime Silber Merener, con quien está separada de bienes. Sin embargo, "de acuerdo a los antecedentes tributarios de su cónyuge, las declaraciones anuales de renta de los años 1995 hasta el 2001 no justifican ingresos suficientes para la adquisición de los inmuebles", asevera la solicitud de procesarla.
Respecto a los nombramientos fuera de la ley, la edil está acusada de contratar a su nieta Claudia Chaperón Indo como parvularia de la sala cuna de la municipalidad, lo cual además de representar una falta a la probidad funcionaria, implica una ilegalidad pues la mencionada no cuenta con título profesional para desempeñar tales funciones. Para broche, a Claudia Chaperón se le cancelaron dos sueldos mensuales después que la Contraloría ordenara su despido, organismo que constató que la mencionada fue designada por la edil en distintas funciones educacionales, desde 1995 a la fecha.
Junto a ello, Carmen Romo también está imputada de contratar irregularmente a su hija Gabriela Indo Romo, quien durante 1998 se desempeñó como "encargada de organizaciones de Centros de Padres de Escuelas Municipales", por medio de un decreto firmado por la propia alcaldesa.
Por otra parte, para el CDE el delito de fraude al Fisco se configuró mediante una licitación irregular para la faena de remodelación del frontis del municipio, adjudicada a la empresa Mundana Tirapegui, negocio que habría significado una pérdida de 10 millones de pesos para el patrimonio fiscal. Asimismo, se afirma que las bases para realizar el concurso público de la obra fueron adulteradas con el fin de favorecer a la mencionada entidad.
EL DIRECTOR JURIDICO MUNICIPAL
Llama la atención que las investigaciones sumarias ordenadas por la alcaldesa Romo tanto por la contratación de su nieta y su hija, así como por las irregularidades de esta última licitación, fueron encargadas al entonces Director Jurídico del municipio, Mario Vivanco Pino, quien se encuentra sometido a proceso desde octubre del año pasado, por negociación incompatible.
A la fecha, ninguna de estas indagatorias para determinar responsabilidades funcionarias han tenido resultado y, pese a que la renuncia de Vivanco Pino figura en Contraloría desde noviembre de 2002, varios profesores que tienen juicios laborales contra el municipio aseguran que este abogado sigue actuando como representante de la administración de Romo, incluso en los expedientes laborales rolados como 1.246-2002 y 8.154-2002, figuran documentos firmados por el profesional con fecha de enero y junio de este año.
A estas situaciones "extrañas", ahora se suma la denuncia en contra de Romo y la empresa KDM. Según se establece en el escrito presentado ante la Contraloría, a fines de 2000, la edil junto a un grupo de particulares viajó a Europa por una invitación hecha por la mencionada entidad, hecho que ella misma reconoció públicamente en las sesiones del Consejo Municipal. En tanto, en mayo de 2001 ella misma decidió adjudicar la recolección de los residuos domiciliarios e industriales a Starco S.A. -filial de KDM-, corporación que presentó una oferta que significaba un sobreprecio de más de 227 millones de pesos, con relación a otras.
CUESTIONAMIENTOS A LA JUEZA
Jueza Rosa María Pinto
La magistrada a cargo de instruir el caso, Rosa María Pinto, ha decidido cerrar dos veces la investigación bajo el supuesto de "falta de méritos". En el CDE existe molestia por la lentitud con que ha llevado la causa y, más aún, porque una de las veces que resolvió sobreseerla fue en pleno mes de febrero, cuando los encargados de la querella estaban de vacaciones. Por eso, funcionarios superiores del ente legal llegaron a hablar personalmente con la jueza para que reabriera el caso, pese a que el plazo de apelación ya estaba vencido.
Pero el hecho que produce las suspicacias de los querellantes radica en que existiría un oculto vínculo entre Rosa María Pinto y el abogado de la alcaldesa, Nurieldín Hermosilla. Es un hecho que el hijo de la jueza y también abogado, Álvaro Morales Pinto, es socio del hijo de Nurieldín, Luis Hermosilla, con quien tiene un estudio junto al senador Andrés Chadwick. Si bien este hecho no es una causal de inhabilidad para la magistrado (según el Código Orgánico de Tribunales), si existen cuestionamientos éticos a su decisión de seguir instruyendo la causa, ya que ella no puede desconocer que existe mucha cercanía con el abogado de Carmen Romo.
A propósito de lo anterior, entre los descargos que formularon dos actuarios que fueron echados del tribunal de Rosa María Pinto, hay serias acusaciones en contra de la magistrado que dicen relación con que esa judicatura sería "un territorio ganado" para los abogados Hermosilla, mencionando a lo menos un par de procesos en que la jueza habría acogido recursos presentados por estos profesionales, sin ningún asidero legal.
En lo que respecta a este caso, la magistrada aún no se pronuncia sobre la petición del CDE y solo se limitó a decretar una veintena de diligencias, lo cual contrasta con el hecho que para el organismo fiscal los delitos se encuentran más que acreditados en el expediente.

## Historia Electoral

### Elecciones Municipales 1996
- Elecciones municipales de 1996 para la alcaldía y concejo municipal de Quilicura.[1]

| Candidato                  | Partido | Votos | %      | Resultado |
| -------------------------- | ------- | ----- | ------ | --------- |
| Osvaldo Toro Vásquez       | PC      | 1.625 | 6,93%  |           |
| Carlos Uribe Silva         | PC      | 83    | 0,35%  |           |
| José Palau Palacios        | PC      | 80    | 0,34%  |           |
| Juan Pablo Bascuñán Cartes | PC      | 166   | 0,71%  |           |
| Miguel Vera Toro           | PC      | 634   | 2,70%  |           |
| Mario Lobos Flores         | ILC     | 104   | 0,44%  |           |
| Ana María Ried Undurraga   | ILDUD   | 5.656 | 24,11% | Concejal  |
| Lucía Salas Romo           | RN      | 1.461 | 6,23%  | Concejal  |
| Sergio Bravo Russ          | RN      | 463   | 1,97%  |           |
| Leonardo Verdugo           | RN      | 148   | 0,63%  |           |
| Sylvia Gálvez Valenzuela   | PH      | 115   | 0,49%  |           |
| Carmen Romo Sepúlveda      | DC      | 7.480 | 31,88% | Alcaldesa |
| Rodney Belmar Altamirano   | DC      | 1.267 | 5,40%  | Concejal  |
| Iván Enrique Rivas Sánchez | PRSD    | 178   | 0,76%  | Concejal  |
| Patricio Carrillo Barros   | PS      | 1.215 | 5,18%  |           |
| Miriam Bazaez Guerra       | PPD     | 2.787 | 11,88% | Concejal  |

### Elecciones Municipales 2000
| Candidato                  | Partido | Votos  | %      | Resultado      |
| -------------------------- | ------- | ------ | ------ | -------------- |
| Osvaldo Toro Vásquez       | PC      | 821    | 2,92%  |                |
| Roberto Ceballos Piedra    | PC      | 347    | 1,23%  |                |
| Carlos Uribe Silva         | PC      | 131    | 0,47%  |                |
| Jorge González Norambuena  | ILB     | 57     | 0,20%  |                |
| Gastón Sectraije Poblete   | RN      | 755    | 2,68%  |                |
| Hilda Muñoz Araya          | RN      | 333    | 1,18%  |                |
| César Duque Corrotea       | ILC     | 1.649  | 5,86%  |                |
| Eduardo Godoy Arredondo    | ILC     | 125    | 0,44%  |                |
| Claudia Donoso Plaza       | UDI     | 3.748  | 13,32% | Concejal       |
| Alexandro Sepúlveda Ojeda  | UDI     | 440    | 1,56%  |                |
| Manuel Surriba Opazo       | ILD     | 87     | 0,31%  |                |
| Carmen Romo Sepúlveda      | PDC     | 11.598 | 41,22% | Alcalde 4 años |
| Rodney Belmar Altamirano   | PDC     | 382    | 1,36%  | Concejal       |
| Jacqueline García Chaparro | PS      | 700    | 2,49%  | Concejal       |
| Daniel González Díaz       | PRSD    | 280    | 1,00%  | Concejal       |
| Miriam Bazaez Guerra       | PPD     | 6.681  | 23,75% | Concejal       |

### Elecciones municipales de 2004
- Elecciones municipales de 2004, para la alcaldía de Quilicura[2]

| Candidato              | Partido       | Votos  | %     | Resultado |
| ---------------------- | ------------- | ------ | ----- | --------- |
| Carmen Romo Sepúlveda  | PDC           | 18.027 | 53,75 | Alcaldesa |
| José Ortiz Arcos       | PC            | 2.115  | 7,98  |           |
| Carmen Larenas Whipple | RN            | 9.647  | 28,76 |           |
| René González Barrera  | Independiente | 2.399  | 7,15  |           |

### Elecciones de consejeros regionales de 2013
- Elecciones de consejeros regionales por la circunscripción provincial de Santiago I Noroccidente (Conchalí, Huechuraba, Pudahuel, Quilicura y Renca).[3]

| Candidato                | Pacto                         | Partido | Votos  | %     | Resultado |
| ------------------------ | ----------------------------- | ------- | ------ | ----- | --------- |
| Max Farías               | Todos a La Moneda             | PH      | 8.691  | 3,74  |           |
| Italo Arza               | Todos a La Moneda             | ILA     | 4.429  | 1,90  |           |
| Ada Cruz                 | PRI Movimiento Regionalista   | PRI     | 1.980  | 1,87  |           |
| César Monsalve           | PRI Movimiento Regionalista   | PRI     | 3.743  | 1,60  |           |
| Pedro Fuentes            | PRI Movimiento Regionalista   | ILD     | 5.052  | 2,20  |           |
| María Antonieta Saa      | Nueva Mayoría por Chile       | PPD     | 60.241 | 25,76 | Consejera |
| Juan Godoy               | Nueva Mayoría por Chile       | PPD     | 6.158  | 2,65  |           |
| Santiago Arriagada       | Nueva Mayoría por Chile       | PCCh    | 11.897 | 5,10  |           |
| Roger Amigo              | Nueva Constitución para Chile | ILH     | 4.659  | 2,00  |           |
| Gonzalo Ramírez          | Nueva Constitución para Chile | ILH     | 10.272 | 4,42  |           |
| Andrés Tapia             | Si tú quieres, Chile cambia   | PRO     | 6.565  | 2,83  |           |
| Beatriz Albornoz         | Si tú quieres, Chile cambia   | PRO     | 5.334  | 2,30  |           |
| Carolina Coñapan         | Si tú quieres, Chile cambia   | PRO     | 6.958  | 3,01  |           |
| Carlos Norambuena Castro | Alianza                       | UDI     | 24.037 | 10,38 | Consejero |
| Virginia Pizarro         | Alianza                       | ILJ     | 8.625  | 7,37  |           |
| Macarena Escala          | Alianza                       | RN      | 21.339 | 9,10  |           |
| Carmen Romo Sepúlveda    | Nueva Mayoría para Chile      | PDC     | 22.772 | 9,80  | Consejera |
| Pedro Concha             | Nueva Mayoría para Chile      | PDC     | 9.483  | 4,09  |           |
| David Traslaviña         | Nueva Mayoría para Chile      | PS      | 10.232 | 4,42  |           |